# Tricalysia obstetrix
Tricalysia obstetrix là một loài thực vật thuộc họ Rubiaceae. Đây là loài đặc hữu của Gabon. Chúng hiện đang bị đe dọa vì mất môi trường sống.